# Andrew Bree
Andrew Bree (ur. 16 marca 1981 w Helen's Bay) – irlandzki pływak specjalizujący się w stylu klasycznym, uczestnik letnich igrzysk olimpijskich w Sydney i Pekinie.

## Przebieg kariery
W 1999 wystąpił w mistrzostwach świata na basenie 25-metrowym w Hongkongu, na których startował w pięciu konkurencjach pływackich i najlepszy wynik osiągnął w konkurencji 200 m stylem klasycznym, zajmując 21. pozycję. W ramach letnich igrzysk olimpijskich w Sydney, wystartował w konkurencjach pływackich techniką klasyczną na dystansie 100 i 200 metrów i zajął w nich odpowiednio 41. i 27. pozycję (z czasami odpowiednio 1:04,58 i 2:18,14).
Uczestniczył w igrzyskach Wspólnoty Narodów w Manchesterze, na których startował w trzech konkurencjach i najwyższą, 5. pozycję zajął w konkurencji 200 m stylem klasycznym. W 2003 roku zadebiutował w mistrzostwach świata na basenie 50-metrowym, które rozgrywano w Barcelonie. Startował na dystansach 50, 100 i 200 metrów stylem klasycznym oraz na dystansie 200 metrów stylem zmiennym – we wszystkich odpadł już w fazie eliminacji, najlepszy wynik zanotował w konkurencji 200 m techniką klasyczną, zajmując 17. pozycję. Również w 2003 roku, pływak zdobył jedyny w swej karierze medal mistrzostw Europy, w konkurencji pływackiej 200 m techniką klasyczną, którą rozgrywano na mistrzostwach Europy na krótkim basenie w Dublinie.
W 2008 wystartował w letnich igrzyskach w Pekinie, w ramach których uczestniczył w konkurencjach 100 i 200 metrów techniką klasyczną (Irlandczyk był także zgłoszony do konkursu 200 m stylem zmiennym, ale nie wystartował). Zajął odpowiednio 30. pozycję z czasem 1:01,76 i 11. pozycję z czasem 2:10,16. Po raz ostatni w zawodach międzynarodowych pojawił się w rozgrywanych w 2012 roku zmaganiach rangi CA Speedo Grand Challenge, na których m.in. zajął 4. pozycję w konkurencji 200 m stylem klasycznym.

## Rekordy życiowe
| Konkurencja             | Data             | Miejsce    | Rezultat   |
| Basen 50 m              | Basen 50 m       | Basen 50 m | Basen 50 m |
| ----------------------- | ---------------- | ---------- | ---------- |
| 50 m stylem klasycznym  | 28 lipca 2009    | Rzym       | 0:28,66    |
| 100 m stylem klasycznym | 9 sierpnia 2008  | Pekin      | 1:01,76    |
| 200 m stylem klasycznym | 13 sierpnia 2008 | Pekin      | 2:10,16    |
| 50 m stylem motylkowym  | 24 lipca 2003    | Barcelona  | 0:27,75    |
| 200 m stylem zmiennym   | 3 sierpnia 2002  | Monachium  | 2:05,00    |
| Basen 25 m              |                  |            |            |
| 50 m stylem dowolnym    | 14 grudnia 2007  | Debreczyn  | 0:24,22    |
| 100 m stylem dowolnym   | 14 grudnia 2007  | Debreczyn  | 0:50,48    |
| 50 m stylem klasycznym  | 15 grudnia 2007  | Debreczyn  | 0:28,33    |
| 100 m stylem klasycznym | 13 grudnia 2007  | Debreczyn  | 1:00,05    |
| 200 m stylem klasycznym | 16 grudnia 2007  | Debreczyn  | 2:07,95    |
| 200 m stylem zmiennym   | 4 kwietnia 1999  | Hongkong   | 2:11,78    |
| 50 m stylem motylkowym  | 1 kwietnia 1999  | Hongkong   | 0:28,46    |
| 100 m stylem motylkowym | 1 kwietnia 1999  | Hongkong   | 1:00,58    |
| 400 m stylem zmiennym   | 14 grudnia 2001  | Antwerpia  | 4:16,26    |

Źródło: 